# Сикорчин, Ладислав
Ладислав Сикорчин (словац. Ladislav Sikorčin, рум. Ladislav Sikorcin; род. 14.10.1985, Илава, Чехословакия) — словацкий и венгерский хоккеист, центральный нападающий. Выступает за ХК «Меркуря-Чук» в МОЛ-лиге.

## Карьера
Выступал за «Дукла» (Тренчин), СХК «37 Пьештяны», ХК «95 Поважским Быстрица», МсХК «Жилина», «Уйпешт» (Будапешт).
В составе национальной сборной Венгрии участник чемпионата мира 2011 (дивизион I).